# Instituts-Identifikation
Die Instituts-Identifikation (IID), früher BC-Nummer (Bankclearing-Nummer), dient in der Schweiz und in Liechtenstein zur Identifizierung der Finanzinstitute, die am SIC (Swiss Interbank Clearing)- bzw. am euroSIC-System angeschlossen sind. Das SIC ist ein Gemeinschaftswerk der Schweizer Banken, das die Zahlungen in Schweizer Franken abwickelt. Das euroSIC wickelt Zahlungen in Euro ab. Die IID besteht aus 5 Ziffern und ist Bestandteil der International Bank Account Number (IBAN). In Deutschland und in Österreich wird zur Identifizierung der Finanzinstitute ein Business Identifier Code (BIC; auch SWIFT-Code genannt) verwendet.

## Aufbau der IID
Die erste Stelle der IID repräsentiert das Institut:
| Ziffer | Institut                          |
| ------ | --------------------------------- |
| 1      | Schweizerische Nationalbank       |
| 2      | UBS AG                            |
| 3      | Reserve                           |
| 4      | Credit Suisse Group AG            |
| 5      | Neue Aargauer Bank                |
| 6      | Regionalbanken und Sparkassen     |
| 7      | Kantonalbanken                    |
| 8      | Raiffeisenbanken, Einzelinstitute |
| 9      | PostFinance AG                    |